# En concert dans la forêt des mal-aimés
 (mai 2023).
Si vous disposez d'ouvrages ou d'articles de référence ou si vous connaissez des sites web de qualité traitant du thème abordé ici, merci de compléter l'article en donnant les références utiles à sa vérifiabilité et en les liant à la section « Notes et références ».
Albums de Pierre Lapointe
2 X2
(27 mars 2007) Sentiments humains
(7 avril 2009)
Pierre Lapointe en concert dans la forêt des mal-aimés avec l’Orchestre Métropolitain du Grand Montréal dirigé par Yannick Nézet-Séguin est un album enregistré le samedi 5 août 2007 lors du spectacle de clôture des FrancoFolies de Montréal, diffusé sur les ondes de Radio-Canada le dimanche 12 août 2007. Édité par Audiogram.

## Liste des titres
| No  | Titre                           | Durée |
| --- | ------------------------------- | ----- |
| 1.  | Ouverture                       |       |
| 2.  | Tic Tac                         |       |
| 3.  | Transition                      |       |
| 4.  | Dans la forêt des mal-aimés     |       |
| 5.  | Debout sur ma tête              |       |
| 6.  | 25-1-14-14                      |       |
| 7.  | Etoile étiolée                  |       |
| 8.  | Plaisirs dénudés                |       |
| 9.  | Reine Emilie                    |       |
| 10. | Qu'en est-il de la chance?      |       |
| 11. | Vous                            |       |
| 12. | Tel un seul homme               |       |
| 13. | L'endomètre rebelle             |       |
| 14. | Au nom des cieux galvanisés     |       |
| 15. | De glace                        |       |
| 16. | Le lion imberbe                 |       |
| 17. | Tous les visages                |       |
| 18. | Intro Colombarium               |       |
| 19. | Le columbarium                  |       |
| 20. | Au pays des fleurs de la transe |       |
| 21. | Deux par deux rassemblés        |       |